# Maccabi Bruxelles (basket-ball)
Ne doit pas être confondu avec Atomia Brussels ou Brussels Basketball.
Le Maccabi Etterkbeek ou Maccabi Bruxelles, connu plus récemment sous le nom de Basket et Atomics Brussels de 1991 jusqu'à sa disparition en 2002, était un club belge de basket-ball fondé à Bruxelles en 1949 sous le matricule 521.

## Historique
La section de basket-ball de l'Association Sportive Maccabi, club omnisport fondé en 1945, voit le jour en 1949 grâce à un groupe de jeunes Bruxellois et accède pour la première fois à la Division 1 belge en 1983. Depuis son entrée dans l'élite, le club termine régulièrement dans le haut du classement, remportant la Coupe de Belgique à deux reprises et atteignant la phase finale de la Coupe des coupes et de la Coupe Korać à plusieurs occasions. Cependant, en raison de problèmes de gestion, le club traverse une période de crise à la fin des années 1980.
En 1990, le club est sur le point de céder son matricule au Bavi Vilvorde, mais grâce à l’intervention de la communauté juive et du ministre de la Région bruxelloise, Georges Désir, une reprise et conservation de matricule est rendue possible. Un nouveau comité, composé de personnes sans expérience en gestion sportive, prend en charge la relance du club. Dans la foulée, le club est renommé BC Maccabi.
En septembre 1991, les nouveaux dirigeants décident de délaisser le nom d'origine "Maccabi" et de devenir le Basket Brussels, son manager Chico Kebsi estimant que « le nom précédent ne concernait qu'une communauté trop restrictive » et qu'il fallait « intéresser le milieu des affaires ». Ce dernier démissionne un an plus tard en raison de tensions internes.
Fortement dépendant des subsides publics bruxellois et relégué en deuxième division en 2001, le club cesse d’exister à l'été 2002, lorsque la Ville de Bruxelles choisit de soutenir le projet du BCB plutôt que le leur.

### Évolution du nom
- 1949 - 1990 : AS Maccabi
- 1990 - 1991 : BC Maccabi Brussels
- 1991 - 1997 : Basket Brussels
- 1997 - 2002 : Atomics Brussels

## Palmarès
Championnat de Belgique
- Vice-champion : 1986

Championnat de Belgique D2 (1) :
- Champion : 1983

Coupe de Belgique (3)
- Vainqueur : 1984, 1988, 1995
- Finaliste : 1983, 1989

## Entraîneurs successifs
- 1989 - déc. 1989 :  Maarten van Gent (nl)
- 1989 : Harry Demunter (intérim)
- 1990 : Jon Heath
- 1990 - 1991 :  Werner Rotsaert
- 1992 : Claude Hotterbeeckx
- -1993 : Jon Heath
- 1993-1995 :  Louis Casteels
- 1995-1996 :  John Van Crombruggen (de)
- 1996- :  Chico Kebsi

## Joueurs célèbres ou marquants
- Henri Govaerts (nl)
- Sakari Pehkonen
- Jonathan Edwards
- Jim Stack (en)
- Mark Mc Swain
- Terence Stansbury
- Slobodan Gordić
- Ljubisav Luković (en)